# Южноамериканские лисицы
Южноамериканские лисицы (лат. Lycalopex или Pseudalopex) — род млекопитающих семейства псовых, включающий шесть современных видов, обитающих в Южной Америке. Оба тривиальных названия (исп. zorro и порт. raposa) означают Лиса. Несмотря на сложившееся название, некоторые представители этого рода внешне напоминают собак и волков.

## Экология и прикладное значение
В Аргентине за лисицей укрепилось «пиратское» прозвище хищника, ворующего и поедающего скот, — «убийца ягнёнка». На самом деле, домашний скот — редкая добыча всеядных лисиц. Основная их пища: грызуны, зайцеобразные, другие мелкие млекопитающие, птицы, насекомые и ягоды.
В странах, где лисицы многочисленны, на них разрешена охота. В основном, промысел направлен на добычу прочной и мягкой шкуры.
Места обитания
обитают в основном на западе и на юге материка

## Филогения и состав группы
Несмотря на тривиальное название рода и большинства его представителей, согласно современным представлениям о филогении семейства псовых, род южноамериканских лисиц и род Лисиц (Vulpes) относятся к разным трибам семейства.
До недавнего времени отсутствовала договорённость о статусе рода: некоторые исследователи объединяют его с фолклендской лисицей († Dusicyon australis) под названием Dusicyon, другие — разделяют на два рода Pseudalopex и Lycalopex.

## Виды
| Род Южноамериканские лисицы (Lycalopex или Pseudalopex) |                                                                       | | |
| Иллюстрация                                             | Название и автор таксона                                              | Ареал и охранный статус МСОП | Подвиды |
|                                                         | Андская лисица (Lycalopex culpaeus Molina 1782)                       | Список Lycalopex culpaeus andinus Lycalopex culpaeus culpaeus Lycalopex culpaeus lycoides Lycalopex culpaeus magellanicus Lycalopex culpaeus reissii Lycalopex culpaeus smithersi | - L. c. andinus - L. c. culpaeolus - L. c. lycoides - L. c. magellanicus - L. c. reissii - L. c. smithersi |
|                                                         | Дарвиновская лисица (Lycalopex fulvipes Martin, 1837)                 | Вымирающий вид | |
|                                                         | Южноамериканская лисица (Lycalopex grisea J. E. Gray, 1837)           | Вид вне опасности | - L. g. grisea - L. g. gracilis - L. g. maullinica                                                         |
|                                                         | Парагвайская лисица (Lycalopex gymnocerca Fischer von Waldheim, 1814) | Вид вне опасности | - L. g. gymnocerca - L. g. lordi - L. g. antiqua                                                           |
|                                                         | Секуранская лисица (Lycalopex sechurae Thomas, 1900)                  | Вид, близкий к уязвимому положению | |
|                                                         | Бразильская лисица (Lycalopex vetula Lund, 1842)                      | Вид, близкий к уязвимому положению | |